# Konstance Habsburská
Konstance Habsburská (24. prosince 1588, Graz – 10. července 1631, Varšava) byla dcera arcivévody Karla II. Štýrského, bratra císaře Maxmiliána II. Habsburského, polská královna a druhá žena Zikmunda III. Vasy, matka krále Jana Kazimíra II. Vasy.

## Biografie

### Původ a mládí

Erb Konstance Habsburské

Konstance se narodila jako třinácté dítě (osmá dcera) z patnácti potomků habsburského arcivévody Karla II. Štýrského a jeho manželky Marie Anny Bavorské (jež byla jeho sestřenicí), jejími prarodiči z otcovy strany byli Ferdinand I. Habsburský a Anna Jagellonská, z matčiny pak Albrecht V. Bavorský a Anna Habsburská.
Konstance vyrůstala obklopena velkou rodinou. Mezi jejími sourozenci byli pozdější císař Ferdinand II., Anna Habsburská (manželka polského krále Zikmunda III. Vasy) či španělská královna Markéta Habsburská (manželka španělského krále Filipa III.). Stejně jako jejím sestrám se jí dostalo pečlivé výchovy, samozřejmě v katolické víře. Kromě své mateřštiny (němčiny) znala latinu, španělštinu, italštinu i polštinu. Poslední jazyk se naučila po své korunovaci polskou královnou, nepoužívala ho však často. Byla velmi hudebně nadaná a komponovala drobné skladby; zpěvu ji vyučoval italský skladatel a dirigent Asprilio Pacelli. Byla velmi zbožná a platila za mírnou a dobromyslnou.

### Polská královna
Zikmund III. Vasa se s Konstancí oženil 11. prosince roku 1605, více než sedm let po smrti své první ženy, Konstanciny sestry Anny (zemřela 10. února roku 1598). Nové manželství krále s přísně katolickou sestrou arcivévody Ferdinanda Štýrského obavy z následného vlivu španělských jezuitů a papežské kurie způsobilo v Polsku značný politický neklid. Když vypukla třicetiletá válka, stal se Zikmund spojencem katolického císařského domu.
Brzy po svatbě si novomanželka získala vliv na královu politiku. Stala se horlivou zastánkyní Habsburků na polském dvoře, měla vliv na udělování úřadů dvorských, duchovních i senátorských; aby posílila svou pozici, vdávala své dvorní dámy za významné magnáty. Byla zapálenou katoličkou, účastnila se dvou mší denně, četla modlitební knížky i breviáře. Podporovala literaturu, poesii i výtvarné umění, pro své děti financovala stavbu řady paláců ve Varšavě (nedochoval se bohužel ani jeden, buď shořely, nebo byly zničeny).
Během obléhání Smolenska strávila Konstance dva roky ve Vilniusu. Za jednoho místního zuřivého požáru zastavila své zachráněné klenoty, aby měla z čeho živit svůj personál. Během morové epidemie ve Varšavě zásobovala přes tři měsíce chudé jídlem i ošacením.
Svému nejstaršímu synovi Janu Kazimírovi chtěla zajistit trůn a obejít tak nároky Vladislava, Zikmundova syna z jeho prvního manželství s její sestrou Annou, tento její plán však nevyšel (Jan Kazimír sice byl sejmem zvolen králem, ale až po smrti Vladislavově v roce 1648). Konstance počítala i s touto alternativou a koupila Żywiecké panství, aby po její smrti byli její synové zabezpečeni.
Zemřela na mrtvici 10. července roku 1631. Její manželství se Zikmundem platilo za šťastné a její smrt Zikmunda těžce zasáhla.
Anna byla pohřbena v podzemí vasovské kaple ve wawelské katedrále v Krakově.

## Potomci
Z manželství Konstance a Zikmunda III. vzešlo sedm potomků, dva z nich však zemřeli v útlém věku:
1. Jan Kazimír (25. prosince 1607 – 14. ledna 1608)
2. Jan II. Kazimír (22. března 1609 – 16. prosince 1672), polský král v letech 1648–1668 a titulární král švédský v letech 1648–1660,
⚭ 1649 Ludovika Marie Gonzagová (18. srpna 1611 – 10. května 1667)
⚭ 1672 Claudine Françoise Mignot (20. ledna 1624 – 30. listopadu 1711), morganatické manželství
3. Jan Albert (25. června 1612 – 29. prosince 1634), kníže-biskup v Krakově a Varmii
4. Karel Ferdinand (13. října 1613 – 9. května 1655), biskup vratislavský, kníže opolský a niský
5. Alexandr Karel (4. listopadu 1614 – 19. listopadu 1634), svobodný a bezdětný
6. Anna Konstance (*/† 1616)
7. Anna Kateřina Konstance (7. srpna 1619 – 8. října 1651), ⚭ 1642 Filip Vilém Falcký (24. listopadu 1615 – 2. září 1690), falckrabě rýnský a neuburský, vévoda z Bergu a Jülichu a v letech 1685–1690 falcký kurfiřt

## Vývod předků
|                        |                         |  |                       |                            |  |  |  |  |  |  |  | Maximilián I. Habsburský |
|                        |                         |  |                       |                            |  |  |  |  |  |  |  |                          |
|                        | Filip I. Sličný         |  |                       |                            |  |  |  |  |  |  |  |                          |
|                        |                         |  |                       |                            |  |  |  |  |  |  |  |                          |
|                        |                         |  |                       | Marie Burgundská           |  |  |  |  |  |  |  |                          |
|                        |                         |  |                       |                            |  |  |  |  |  |  |  |                          |
|                        | Ferdinand I. Habsburský |  |                       |                            |  |  |  |  |  |  |  |                          |
|                        |                         |  |                       |                            |  |  |  |  |  |  |  |                          |
|                        |                         |  |                       | Ferdinand II. Aragonský    |  |  |  |  |  |  |  |                          |
|                        |                         |  |                       |                            |  |  |  |  |  |  |  |                          |
|                        | Jana I. Kastilská       |  |                       |                            |  |  |  |  |  |  |  |                          |
|                        |                         |  |                       |                            |  |  |  |  |  |  |  |                          |
|                        |                         |  |                       | Isabela Kastilská          |  |  |  |  |  |  |  |                          |
|                        |                         |  |                       |                            |  |  |  |  |  |  |  |                          |
|                        | Karel II. Štýrský       |  |                       |                            |  |  |  |  |  |  |  |                          |
|                        |                         |  |                       |                            |  |  |  |  |  |  |  |                          |
|                        |                         |  |                       | Kazimír IV. Jagellonský    |  |  |  |  |  |  |  |                          |
|                        |                         |  |                       |                            |  |  |  |  |  |  |  |                          |
|                        | Vladislav Jagellonský   |  |                       |                            |  |  |  |  |  |  |  |                          |
|                        |                         |  |                       |                            |  |  |  |  |  |  |  |                          |
|                        |                         |  |                       | Alžběta Habsburská         |  |  |  |  |  |  |  |                          |
|                        |                         |  |                       |                            |  |  |  |  |  |  |  |                          |
|                        | Anna Jagellonská        |  |                       |                            |  |  |  |  |  |  |  |                          |
|                        |                         |  |                       |                            |  |  |  |  |  |  |  |                          |
|                        |                         |  |                       | Gaston II. de Foix-Candale |  |  |  |  |  |  |  |                          |
|                        |                         |  |                       |                            |  |  |  |  |  |  |  |                          |
|                        | Anna z Foix             |  |                       |                            |  |  |  |  |  |  |  |                          |
|                        |                         |  |                       |                            |  |  |  |  |  |  |  |                          |
|                        |                         |  |                       | Kateřina z Foix            |  |  |  |  |  |  |  |                          |
|                        |                         |  |                       |                            |  |  |  |  |  |  |  |                          |
| 'Konstance Habsburská' |                         |  |                       |                            |  |  |  |  |  |  |  |                          |
|                        |                         |  |                       |                            |  |  |  |  |  |  |  |                          |
|                        |                         |  | Albrecht IV. Bavorský |                            |  |  |  |  |  |  |  |                          |
|                        |                         |  |                       |                            |  |  |  |  |  |  |  |                          |
|                        | Vilém IV. Bavorský      |  |                       |                            |  |  |  |  |  |  |  |                          |
|                        |                         |  |                       |                            |  |  |  |  |  |  |  |                          |
|                        |                         |  |                       | Kunhuta Habsburská         |  |  |  |  |  |  |  |                          |
|                        |                         |  |                       |                            |  |  |  |  |  |  |  |                          |
|                        | Albrecht V. Bavorský    |  |                       |                            |  |  |  |  |  |  |  |                          |
|                        |                         |  |                       |                            |  |  |  |  |  |  |  |                          |
|                        |                         |  |                       | Filip I. Bádenský          |  |  |  |  |  |  |  |                          |
|                        |                         |  |                       |                            |  |  |  |  |  |  |  |                          |
|                        | Jakobea z Badenu        |  |                       |                            |  |  |  |  |  |  |  |                          |
|                        |                         |  |                       |                            |  |  |  |  |  |  |  |                          |
|                        |                         |  |                       | Alžběta Falcká             |  |  |  |  |  |  |  |                          |
|                        |                         |  |                       |                            |  |  |  |  |  |  |  |                          |
|                        | Marie Anna Bavorská     |  |                       |                            |  |  |  |  |  |  |  |                          |
|                        |                         |  |                       |                            |  |  |  |  |  |  |  |                          |
|                        |                         |  |                       | Filip I. Sličný            |  |  |  |  |  |  |  |                          |
|                        |                         |  |                       |                            |  |  |  |  |  |  |  |                          |
|                        | Ferdinand I. Habsburský |  |                       |                            |  |  |  |  |  |  |  |                          |
|                        |                         |  |                       |                            |  |  |  |  |  |  |  |                          |
|                        |                         |  |                       | Jana I. Kastilská          |  |  |  |  |  |  |  |                          |
|                        |                         |  |                       |                            |  |  |  |  |  |  |  |                          |
|                        | Anna Habsburská         |  |                       |                            |  |  |  |  |  |  |  |                          |
|                        |                         |  |                       |                            |  |  |  |  |  |  |  |                          |
|                        |                         |  |                       | Vladislav Jagellonský      |  |  |  |  |  |  |  |                          |
|                        |                         |  |                       |                            |  |  |  |  |  |  |  |                          |
|                        | Anna Jagellonská        |  |                       |                            |  |  |  |  |  |  |  |                          |
|                        |                         |  |                       |                            |  |  |  |  |  |  |  |                          |
|                        |                         |  |                       | Anna z Foix a Candale      |  |  |  |  |  |  |  |                          |
|                        |                         |  |                       |                            |  |  |  |  |  |  |  |                          |